# Christopher Morley
Christopher Darlington Morley (Bryn Mawr, Pensilvania, 5 de mayo de 1890 — Roslyn Estates, Nueva York, 28 de marzo de 1957) fue un periodista, novelista, ensayista y poeta estadounidense.

## Obras principales
- Parnassus on Wheels (novela, 1917)
- Shandygaff (ensayos, 1918)
- The Haunted Bookshop (novela, 1919)
- Thunder on the Left (novela, 1925)
- The Trojan Horse (novela, 1937)
- Kitty Foyle (novela, 1939)
- The Old Mandarin (poesías, 1947)